# Neolosbanus storeyi
Neolosbanus storeyi är en stekelart som beskrevs av John M. Heraty 1994. Neolosbanus storeyi ingår i släktet Neolosbanus och familjen Eucharitidae.
Artens utbredningsområde är Papua Nya Guinea. Inga underarter finns listade i Catalogue of Life.